# Референдумы в Швейцарии (2012)
Референдумы в Швейцарии проходили 11 марта, 17 июня, 23 сентября и 25 ноября 2012 года. Всего в 2012 году прошло двенадцать голосований.

## Мартовские референдумы
В марте проходили голосования по пяти предложениям:
- Народная инициатива «шесть недель отпуска для всех».
- Народная инициатива «конец неограничнного строительства вторых домов» с квотой в 20% на каждый муниципалитет[2].
- Народная инициатива «за налоговую поддержку строительства общественных сбережений для покупки жизненного пространства для собственного использования и для финансирования энергосбережения и экологических мер».
- Голосование за возвращение «Акта о соглашении по фиксированным ценам на книги».
- Голосование за введение в Конституцию положения об использовании средств, полученных от игровых заведений, на общественные нужды.

### Результаты
| Вопрос                                    | «За»      | «За»  | «Против»  | «Против» | Недейств./ пустых бюлл. | Всего голосов | Действ. бюлл. | Явка  | Кантонов «За» | Кантонов «За» | Кантонов «Против» | Кантонов «Против» | Результат |
| Вопрос                                    | Голоса    | %     | Голоса    | %        | Недейств./ пустых бюлл. | Всего голосов | Действ. бюлл. | Явка  | Кантонов      | Полу кантонов | Кантонов          | Полу кантонов     | Результат |
| ----------------------------------------- | --------- | ----- | --------- | -------- | ----------------------- | ------------- | ------------- | ----- | ------------- | ------------- | ----------------- | ----------------- | --------- |
| Соглашение о фиксированных ценах на книги | 966 633   | 43,92 | 1 234 222 | 56,08    | 104 384                 | 2 305 239     | 5 139 055     | 44,86 |               |               |                   |                   | Отвергнут |
| Средства, полученные от игровых заведений | 1,916,182 | 87.09 | 284,108   | 12.91    | 100,278                 | 2,300,568     | 5,139,055     | 44.77 | 20            | 6             | 0                 | 0                 | Одобрен   |
| Шестинедельный отпуск                     | 771,717   | 33.50 | 1,531,986 | 66.50    | 30,302                  | 2,334,005     | 5,139,055     | 45.42 | 0             | 0             | 20                | 6                 | Отвергнут |
| Строительство общественных сбережений     | 980,273   | 44.19 | 1,237,825 | 55.81    | 93,825                  | 2,311,923     | 5,139,055     | 44.99 | 4             | 1             | 16                | 5                 | Отвергнут |
| Вторичные домовладения                    | 1,152,598 | 50.63 | 1,123,802 | 49.37    | 45,551                  | 2,321,951     | 5,139,055     | 45.18 | 12            | 3             | 8                 | 3                 | Одобрен   |
| Источник: Direct Democracy                |           |       |           |          |                         |               |               |       |               |               |                   |                   |           |

## Июньские референдумы
В июне проходили три референдума:
- Должны ли проводиться референдумы по всем международным соглашениям, принятым федеральным правительством?
- Референдум по здравоохранению решал вопрос об одобрении закона о управляемом здравоохранении, предложенным федеральным правительством.
- Вопрос о помощи со сбережениями для покупателей домов[3].

Все три референдума были отклонены.

### Результаты
| Вопрос                            | «За»    | «За»  | «Против»  | «Против» | Недейств./ пустых бюлл. | Всего голосов | Действ. бюлл. | Явка  | Кантонов «За» | Кантонов «За» | Кантонов «Против» | Кантонов «Против» | Результат |
| Вопрос                            | Голоса  | %     | Голоса    | %        | Недейств./ пустых бюлл. | Всего голосов | Действ. бюлл. | Явка  | Кантонов      | Полу кантонов | Кантонов          | Полу кантонов     | Результат |
| --------------------------------- | ------- | ----- | --------- | -------- | ----------------------- | ------------- | ------------- | ----- | ------------- | ------------- | ----------------- | ----------------- | --------- |
| Международные соглашения          | 480 173 | 24,72 | 1 462 659 | 75,28    | 40 872                  | 1 983 704     | 5 149 086     | 38,53 | 0             | 0             | 20                | 6                 | Отвергнут |
| Закон об управляемом обслуживании | 466 993 | 23,95 | 1 482 536 | 76,05    | 40 703                  | 1 990 232     | 5 149 086     | 38,65 |               |               |                   |                   | Отвергнут |
| Помощь со сбережениями            | 601 449 | 31,09 | 1 332 839 | 68,91    | 49 750                  | 1 984 038     | 5 149 086     | 38,53 | 0             | 0             | 20                | 6                 | Отвергнут |
| Источник: Direct Democracy        |         |       |           |          |                         |               |               |       |               |               |                   |                   |           |

## Сентябрьские референдумы
Три референдума прошли 23 сентября: по запрету курения, по безопасности домовладения к старости и по преподавании музыки в школах.
- Народная инициатива о запрете курения, предложенная Лёгочной лигой, предполагала чёткий и универсальный национальный запрет и уничтожение курительных комнат и курительных заведений, которые ещё были расрешены в некоторых кантонах. Однако инициатива была отвергнута 66% голосов.
- Предложение по безопасности домовладения к старости позволяло домовладельцам-пенсионерам получать пониженные оценки недвижимости за счёт прощения долгов по налогам на недвижимость. Предложение было отклонено 52,6% голосов.
- Предложение о музыкальном образовании требовало от федеральных и кантональных правительств стимулировать музыкальные уроки для детей. Однако, федеральное правительство заявило, что это противоречит кантональному суверенитету в вопросах образования. В результате контрпредложение было обсуждено и одобрено 72,7% голосов избирателей.

### Результаты
| Вопрос                     | «За»      | «За»  | «Против»  | «Против» | Недейств./ пустых бюлл. | Всего голосов | Действ. бюлл. | Явка  | Кантонов «За» | Кантонов «За» | Кантонов «Против» | Кантонов «Против» | Результат |
| Вопрос                     | Голоса    | %     | Голоса    | %        | Недейств./ пустых бюлл. | Всего голосов | Действ. бюлл. | Явка  | Кантонов      | Полу кантонов | Кантонов          | Полу кантонов     | Результат |
| -------------------------- | --------- | ----- | --------- | -------- | ----------------------- | ------------- | ------------- | ----- | ------------- | ------------- | ----------------- | ----------------- | --------- |
| Запрет курения             | 741 205   | 34,01 | 1 437 985 | 65,99    | 30 205                  | 2 209 395     | 5 160 811     | 42,81 | 1             | 0             | 19                | 6                 | Отвергнут |
| Безопасность недвижимости  | 1 014 016 | 47,39 | 1 125 495 | 52,61    | 55 216                  | 2 194 727     | 5 160 811     | 42,53 | 9             | 1             | 11                | 5                 | Отвергнут |
| Музыкальные уроки          | 1 552 045 | 72,69 | 583 231   | 27,31    | 53 482                  | 2 188 758     | 5 160 811     | 42,41 | 20            | 6             | 0                 | 0                 | Одобрен   |
| Источник: Direct Democracy |           |       |           |          |                         |               |               |       |               |               |                   |                   |           |

## Ноябрьский референдум
Последний референдум 2012 года прошёл 25 ноября. Он касался Швейцарского акта о заболеваниях животных. Акт был одобрен 68% голосов.

### Результаты
| Выбор                                | Голосов   | %    |
| ------------------------------------ | --------- | ---- |
| За                                   | 946 220   | 68,3 |
| Против                               | 439 484   | 31,7 |
| Недействительных/пустых бюллетеней   | 40 126    | –    |
| Всего                                | 1 425 830 | 100  |
| Зарегистрированных избирателей/ Явка | 5 166 732 | 27,6 |
| Источник:Bundeskanzler               |           |      |